# Procoryphaeus pilosus
Procoryphaeus pilosus är en skalbaggsart som först beskrevs av Lewis 1893.  Procoryphaeus pilosus ingår i släktet Procoryphaeus och familjen stumpbaggar. Inga underarter finns listade i Catalogue of Life.